# Т30 (САУ)
75-мм самохідна гаубиця Т30 (англ. T30 Howitzer Motor Carriage) — американська самохідна артилерійська установка часів другої світової війни, класу самохідних гаубиць на напівгусеничній базі. Розроблена в 1941 році на шасі М3 з використанням 75-мм гаубиці M1.
У листопаді 1942 року самохідна гаубиця вперше була застосована у бойових діях під час кампанії в Північній Африці. Пізніше САУ застосовувалася під час боїв у Туніській кампанії, в Сицилійської операції, в Італійській кампанії й на півдні Франції щонайменше до 1944 року. У післявоєнний час декілька одиниць T30 були передані французькій армії, які на початку 1950-х років вона використовувала у боях Першої індокитайської війни.

## Зміст
75-мм самохідна гаубиця Т30 розроблена 1941 році фахівцями Артилерійсько-технічного корпусу армії США в ролі перехідної самохідної артилерійської системи для нагального задоволення потреб бронетанкових дивізій та розвідувальних підрозділів у самохідній артилерії. Основною артилерійською системою послужила 75-мм гаубиця M1, а базою став напівгусеничний бронетранспортер М3. У лютому 1942 року фірмою White Motor Company було розпочато серійне виробництво T30 і продовжувалось партіями у березні-квітні та в листопаді того ж року. З початком випуску САУ M7, яка повністю задовольняла вимогам армії, виробництво самохідних гаубиць Т30 припинилося.
Вперше самохідна гаубиця використовувалася у боях у Північній Африці у листопаді 1942 року. САУ застосовувалась під час боїв у Туніській кампанії, в Сицилійської операції, в Італійській кампанії й на півдні Франції щонайменше до 1944 року. У березні 1943 року САУ вивели зі штатів піхотних дивізій, у зв'язку з переходом артилерії на новітні буксовані піхотні гаубиці M3. Поступово T30 замінялися також на самохідки M8 HMC, сконструйовані на базі легких танків M5 «Стюарт».
З партії замовлених самохідних установок тільки 312 були доведені до кінця, останні 188 були трохи пізніше перетворені на напівгусеничні бронетранспортери М3.
Декілька одиниць T30 були передані французькій армії, які вона використовувала за призначенням у боях Першої індокитайської війни на початку 1950-х років.